# Parafilia
Parafilia (do grego παρά, para, "fora de",e φιλία, philia, "amor") é um padrão de comportamento sexual no qual, em geral, a fonte predominante de prazer não se encontra na cópula, mas em alguma outra atividade. São considerados também parafilias os padrões de comportamento em que o desvio se dá não no ato, mas no objeto do desejo sexual, ou seja, no tipo de parceiro.
Em determinadas situações, o comportamento sexual parafílico pode ser considerado perversão ou anormalidade.
As parafilias podem ser consideradas inofensivas e, de acordo com algumas teorias psicológicas, são parte integral da psiquê normal — salvo quando estão dirigidas a um objeto potencialmente perigoso, danoso para o sujeito ou para outros (trazendo prejuízos para a saúde ou segurança, por exemplo), ou quando impedem o funcionamento sexual normal, sendo classificadas como distorções da preferência sexual na CID-10 na classe F65.
As considerações com respeito ao comportamento considerado parafílico dependem em um grau muito elevado das convenções sociais reinantes em um momento e lugar determinados; certas práticas, como a homossexualidade ou até mesmo o sexo oral, o sexo anal e a masturbação foram consideradas parafílicas em seu momento, embora agora sejam consideradas variações normais e aceitáveis do comportamento sexual.
Entretanto, há quem considere que o excesso na masturbação após a adolescência ou o fato de alguém preferir sempre esta prática do que o contato com outro indivíduo venha configurar-se uma parafilia.
Por outro lado, o próprio conceito de parafilia tende a ser revisto já que na atualidade a ciência tem ampliado cada vez mais as variações aceitáveis do comportamento sexual, mas sem que os valores novos tenham aprovado algumas condutas.
Sendo assim, é impossível elaborar um catálogo definitivo das parafilias; as definições mais usuais listam comportamentos como o sadismo, o masoquismo, o exibicionismo, o voyeurismo ou o fetichismo.